# 大江恵
大江 恵（おおえ めぐみ、1969年1月 - ）は、日本のジャズ歌手。シンガーソングライター、ナレーター 、モデルである。音楽と映画の制作会社・メグスタ株式会社 代表取締役

## 略歴
1969年1月、千葉県習志野市にて、会社員の父と、元看護師の母の二女（兄姉）として生まれる。父の転勤で、3〜12歳まで名古屋市、12〜20歳まで大阪府豊中市などで育つ。
オペラ好きの母により音楽にまみれて育ち、1歳で作詞作曲。
4歳からクラシックピアノ、10歳から英会話を学ぶ。小5の歌のテスト後、クラスメイトから拍手喝采を浴び、歌手を目指す。
1984年「ホリプロタレントスカウトキャラバン」大阪最終予選（応募総数11万通）、「文化放送・全日本ヤング選抜スターは君だ」大阪代表に選ばれるものの、17歳の時に夢をあきらめ、短大英文科に進学。
卒業後は、「男女差別のない企業で働きたい。」との思いで、外資系メーカー ニッポンリーバB.V.（現：ユニリーバ・ジャパン）の経理に就職。日本生命保険相互会社 外資系法人リーブ営業部を経て、23歳の時に、ANA（全日本空輸株式会社）に転職し、CA（客室乗務員）として、国内線に6年半乗務。チーフパーサー、インストラクターも務める。
退職後、ニューヨークに在住した際に、老舗ジャズクラブ”Birdland”で見たジャズシンガーに感銘を受け、再び、歌手への夢を抱く。帰国後、外資系企業などに勤務しながら、ジャズやアナウンスを学ぶ。
2010年1月17日、41歳の誕生日からライブを中心に活動開始し、2012年 コンピレーションアルバム『JAZZ VOCAL SHOWCASE vol.2』（Grace Notes Records） で43歳の時にCDデビュー。同年、FM世田谷の大人の為のジャズ番組「Realsongs」のメインパーソナリティを務める。
2014〜2016年、昭和の名曲を JAZZアレンジしたアルバム “GIFT OF LOVE” “Heartfelt”、シングル「池上線」を披露。
2019年6月、フィリップ・モリス社 iQOSの父の日プロモーション・ドキュメンタリーショートフィルム「大切な想いが、いま伝わる」（主演：大江恵 / 監督：宮野ケイジ）で、オリジナルソング「again」を初披露。
2020年に、歌手生活10周年を迎え、同年4月27日に、ドリーミュージックから、大江恵自身が作詞作曲したオリジナルソング「again」(カップリング Somebody Loves Me) を配信リリースし、51歳でメジャーデビューする。
同年夏、千葉外房に移住し、生まれた街・千葉県を拠点に活動を始める。
2021年4月~9月 bayfm78にて、「大江恵の again 〜好きな人と、好きなことを。〜」のメインパーソナリティを務める。
映画「さよなら、バンドアパート」(2022年7月公開 / 監督：宮野ケイジ)に、52歳で映画初出演する。

## 出演

### ライブハウス
LDH kitchen THE TOKYO HANEDA、JZ Brat Sound Of Tokyo、MOTION BLUE YOKOHAMA、ラドンナ原宿、六本木STB139、六本木サテンドール、六本木CLAPS、赤坂November11th、新宿J、赤坂B♭、銀座No Bird、元町クリフサイド、東京タワーClub333、名古屋Swing、大阪ミスターケリーズ、京都Candy、仙台ビレバン他

### ジャズフェスティバル
すみだストリートジャズフェスティバル（2010）
SWING AKASAKA（2012）
あつぎジャズナイト（2011〜2013）

### ディナーショー
飛鳥Ⅱ、東京アメリカンクラブ、鶴岡まちなかキネマ、下田ビューホテル、別府湾ロイヤルホテル、浜名湖ロイヤルホテル直営レストラン一味真、BATUR東京 など多数

### CMソング
日通With Your Life（バックコーラス）

### CM
- 山田養蜂場 薬用RJ地肌ケアエッセンス（2024年）

### テレビ・ラジオ
- よみうりテレビ「今夜なに色」（1988.11)
- 日本テレビ「番組の途中ですが…再びたけしです」（1988.8）
- テレビ大阪「ミスお好み焼きコンテスト」優勝
- FM世田谷「Realsongs」メインパーソナリティ（2013.8〜2014.1）
- ABCラジオ「DJ Acckey on Club whose connection」
- FM世田谷「オープンサロン834」
- レディオ湘南「富田京子の湘南ビートランド」
- Music Bird「おはようサタデー」
- レインボータウンFM「Richymanのエンタメ倶楽部」
- 八王子FM「学生街のエンタメ倶楽部」
- JJazznet「温故知新」
- bayfm78★大江恵の「again〜好きな人と、好きなことを。〜」メインパーソナリティ（2021.4〜9）

### ナレーション、アナウンス、司会
- ANA機内アナウンス（1992〜1999）
- シティバンク投資信託コールセンター キャンペーン ナレーション（2001）
- 横浜開港祭イベント会場アナウンス（2003）
- 神宮外苑花火大会メイン会場アナウンス（2010）
- TBS-BS特番インフォマーシャル 日本郵船「飛鳥Ⅱ世界一周クルージング」ナレーション（2014）
- 小林幸子50周年コンサート in 日本武道館 アナウンス（2014）
- HSBC投信「インド債券オープン」ナレーション（2017）
- HSBC投信「ワールド・セレクション・インカムコース“ゆめラップ”」 研修用DVDナレーション（2018）
- 不動産業人材育成会社・JRC（株）新年度トップ経営セミナー総合司会（2018.3）
- 映画「さよなら、バンドアパート」舞台挨拶司会(東京、大阪、福岡)

### 雑誌・新聞
- 週刊セブンティーン・読者変身コーナー（1984）
- 月刊タッチダウン・ミスマリアンヌ（1994）
- JAZZ LIFE（2012.11、2013.1）
- 毎日新聞 相模版（2013.8）
- 毎日新聞 芸能面（2014.7、2017.1、2020.1）
- 光文社・Mart、STORY、VERY、HERS、美ST「素肌力コンテスト」本選出場（2014.8）
- 婦人公論（2014.11）

### グラビア
- 週刊FLASH（2014.12）
- 週刊大衆（2015.1）
- 夕刊フジ（2015.3）
- サンスポ.com（2015.1）
- zakzak（2015.3）

### その他
2019年6月 フィリップモリス社 IQOS「父の日」プロモーションショートフィルム「大切な想いが、今、つながる」（監督：宮野ケイジ）

## ディスコグラフィ

### アルバム
| レーベル         | 発売日        | タイトル     | 規格品番   | 収録曲 |
| ---------------- | ------------- | ------------ | ---------- | --- |
| ファイルレコード | 2014年1月17日 | GIFT OF LOVE | B00PCK8P3C | 1. This Is It! You’re The One! I Knew It!（うれしい！たのしい！大好き！） 2. It’s Easy When You’re In Love（乙女座 宮） 3. 池上線 4. Spring Is Just Ahead（春一番） 5. M 6. 津軽海峡・冬景色 7. Piece Of My Wish 8. Roman Hikou（浪漫飛行） 9. Anatani Aitakute 〜Missing You〜（あなたに逢いたくて〜Missing You〜） 10. しあわせのランプ                   |
| ファイルレコード | 2016年1月17日 | Heartfelt    | B018KS0VGG | 1. Cheer Up（元気を出して） 2. Wine Red Heart（ワインレッドの心） 3. Sakurazaka（桜坂） 4. My Dream（夢先案内人） 5. Roppongi Suicide（六本木心中） 6. Angel’s Eyes（天使の誘惑） 7. Namida No Kiss（涙のキッス） 8. Bluelight Yokohama（ブルーライト・ヨコハマ） 9. It’s True What They Say（あなたに会えてよかった） 10. Diamond Eyes（瞳はダイアモンド） |

### シングル
| レーベル           | 発売日                 | タイトル    | 規格品番   | 収録曲 |
| ------------------ | ---------------------- | ----------- | ---------- | --- |
| ファイルレコード   | 2016年11月17日         | 池上線 (曲) | B01M1KGDXX | 1. 池上線（Single Version） 2. Sakurazaka（桜坂） 3. 池上線（Off Vocal Version） 4. Sakurazaka（Off Vocal Version） |
| ドリーミュージック | 2020年4月27日 配信のみ | again       | MU1D-70043 | 1. again 2. Somebody Loves Me 3. again（karaoke） 4. Somebody Loves Me（karaoke）                                   |